# Henri Hachette des Portes
 Henri Hachette des Portes, né à Reims le 26 janvier 1709, mort à Bologne en 1798), fut évêque titulaire de Cydonia puis évêque de Glandèves.

## Biographie

### Origines
Henri Hachette des Portes est le fils de Adam Hachette, lieutenant civil et conseiller du Roi et Jeanne Canelle qui possédait la seigneurie des Portes. Il est l’aîné de trois enfants et apparaît au registre paroissial de St-Hilaire de Reims comme naissant le 26 janvier 1709. La famille Hachette est très implantée parmi les charges religieuses de la ville , un cousin Jean chanoine au chapitre cathédrale et administrateur au Collège des bons enfants, une tante Barbe qui est en l'Hôtel Dieu de Reims et son frère qui dirigea le Couvent des Carmélites de Reims.

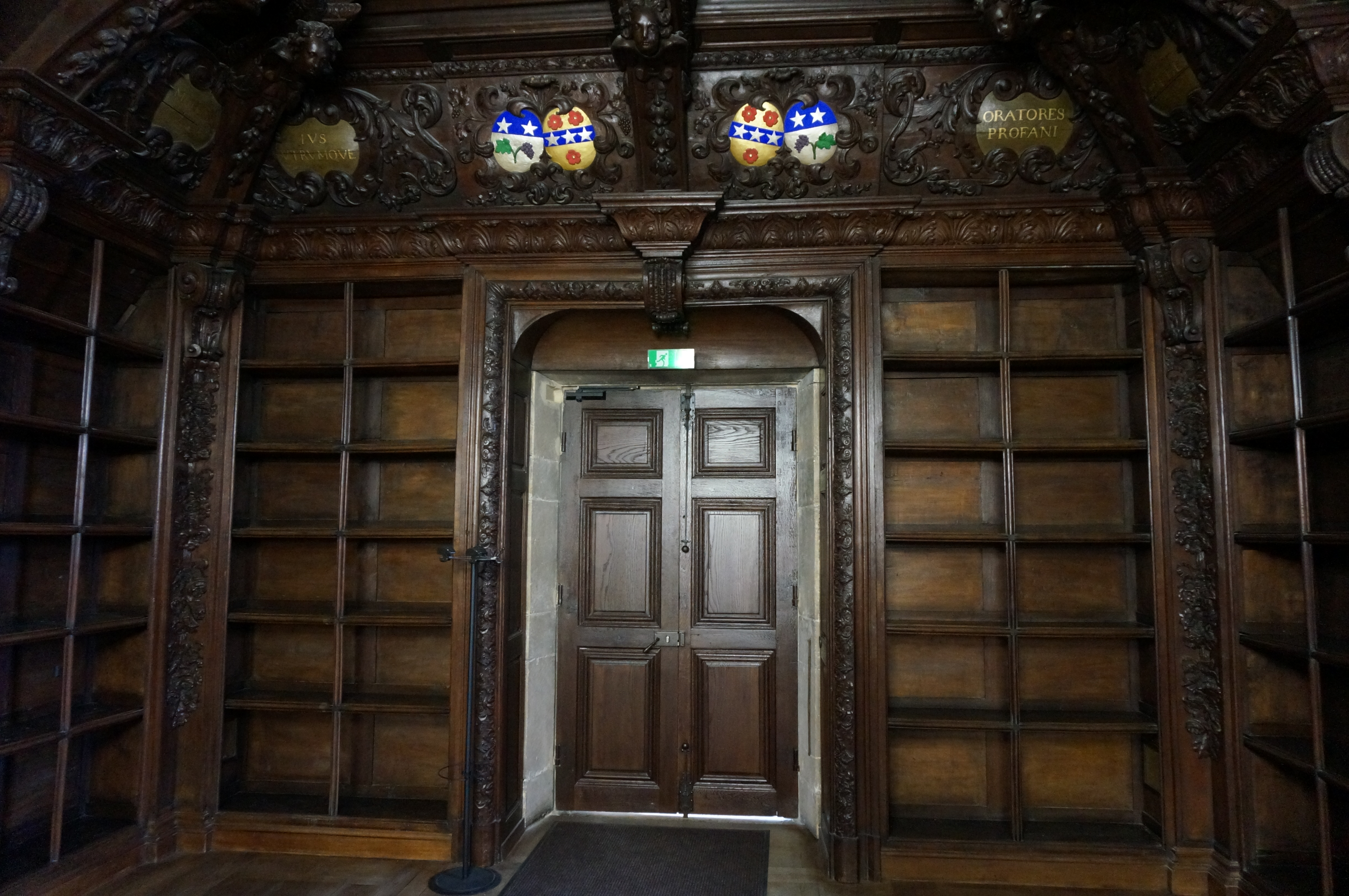
Les armes de la famille Hachette dans la bibliothèque du collège des Jésuites de Reims.

### Évêque de Glandèves
Diacre le 21 septembre 1737, il devient chanoine de la cathédrale de Reims en 1738. Docteur en théologie en 1740 il est ordonné la même année. Actif partisan de la bulle Unigenitus. Il fut visiteur des carmélites à partir de 1748 pendant trente années et pourvu en commende de l'abbaye de Vermand. Le 21 juillet 1755 il est  nommé évêque auxiliaire de Reims, avec le titre d'évêque in partibus de Cydon (de) en Crète (Cydonia Agia Canea) et est consacré comme tel le 31 août suivant par Benoît XIV avec comme co-consécrateurs Louis-François-Gabriel d'Orléans de La Motte et Armand de Roquelaure.
Il accède au siège épiscopal de Glandèves le 1er juillet 1771 et il est confirmé le 22 juin 1772. À son arrivée, le chapitre cathédrale comprenait neuf chanoines et huit prêtres de bas chœur. Très tôt il chasse les « Bernardines de la réforme » venues de Manosque en 1762 pour cause de jansénisme. Dans le palais épiscopal de La Sedtz, il installe un séminaire et y créé des demi-bourses ; une maison de retraite pour prêtres.
Refusant de prêter serment à la constitution civile du clergé, il dut fuir Entreveaux jusqu'à Nice. Puis Nice étant pris par les Français en 1792, il se réfugia dans le Piémont avec les évêques de Grasse et de Lavaur puis à Bologne d'où il adresse entre 1792 et 1795 dix lettres au Saint-Siège et où il meurt en 1798.

## Titres
- Abbé commendataire de l'abbaye de Vermand en 1749.
- 31 août 1753 évêque auxiliaire de Reims.
- 31 août 1755 évêque in partibus de Cydon (de).
- 1771 évêque de Glandèves, intronisé par La Roche-Aymon.

## Écrits
- Instruction pastorale de Monseigneur l'évêque de Glandève sur la dévotion au cœur de Marie, Nice, Gabriel Floteront, 1788.